# Ариели
Ариѐли (на италиански: Arielli, на местен диалект Rièllë, Риелъ) е село и община в Южна Италия, провинция Киети, регион Абруцо. Разположен е на 298 m надморска височина. Населението на общината е 1147 души (към 2010 г.).